# Commissario europeo dell'Italia
Il commissario europeo dell'Italia è un membro della Commissione europea proposto al Presidente della Commissione dal Governo dell'Italia.
L'Italia ha avuto diritto a due commissari europei dal 1º gennaio 1958, anno dell'entrata in vigore dei Trattati di Roma, di cui era firmataria, che istituivano la Comunità Economica Europea, all'insediamento della prima commissione Barroso nel 2004; da allora, a seguito del quinto allargamento, ha diritto ad un solo commissario, come tutti gli altri Stati membri.

## Lista dei commissari europei dell'Italia

### Coppia di commissari (1958-2004)
| Nº | Commissario (Nascita-Morte)                                                | Commissario (Nascita-Morte) | Commissario (Nascita-Morte)          | Partito      | Delega                                                     | Commissione       | Mandato           | Mandato           |
| Nº | Commissario (Nascita-Morte)                                                | Commissario (Nascita-Morte) | Commissario (Nascita-Morte)          | Partito      | Delega                                                     | Commissione       | Inizio            | Fine              |
| -- | -------------------------------------------------------------------------- | --------------------------- | ------------------------------------ | ------------ | ---------------------------------------------------------- | ----------------- | ----------------- | ----------------- |
| 1  |                                                                            |                             | Piero Malvestiti (1899-1964)         | PPE (DC)     | Vicepresidente Mercato interno                             | Hallstein I       | 10 gennaio 1958   | 15 settembre 1959 |
| 2  |                                                                            |                             | Giuseppe Petrilli (1913-1999)        | PPE (DC)     | Affari sociali                                             | Hallstein I       | 10 gennaio 1958   | 18 ottobre 1960   |
| 3  |                                                                            |                             | Giuseppe Caron (1904-1998)           | PPE (DC)     | Mercato interno                                            | Hallstein I       | 4 dicembre 1959   | 9 gennaio 1962    |
| 3  | Hallstein II                                                               | 9 gennaio 1962              | Giuseppe Caron (1904-1998)           | PPE (DC)     | Mercato interno                                            | 28 aprile 1963    |                   |                   |
| 4  |                                                                            |                             | Lionello Levi Sandri (1910-1991)     | PSE (PSI)    | Affari sociali Vicepresidente                              | Hallstein I       | 8 febbraio 1961   | 9 gennaio 1962    |
| 4  | Hallstein II                                                               | 9 gennaio 1962              | Lionello Levi Sandri (1910-1991)     | PSE (PSI)    | Affari sociali Vicepresidente                              | 2 luglio 1967     |                   |                   |
| 4  | Rey                                                                        | 2 luglio 1967               | Lionello Levi Sandri (1910-1991)     | PSE (PSI)    | Affari sociali Vicepresidente                              | 30 giugno 1970    |                   |                   |
| 5  |                                                                            |                             | Guido Colonna di Paliano (1908-1982) | PPE (DC)     | Mercato interno                                            | Hallstein II      | 30 luglio 1964    | 2 luglio 1967     |
| 5  | Affari industriali                                                         | Rey                         | Guido Colonna di Paliano (1908-1982) | PPE (DC)     | 2 luglio 1967                                              | 8 maggio 1970     |                   |                   |
| 6  |                                                                            |                             | Edoardo Martino (1910-1999)          | PPE (DC)     | Relazioni estere                                           | Rey               | 2 luglio 1967     | 30 giugno 1970    |
| 7  |                                                                            |                             | Franco Maria Malfatti (1927-1991)    | PPE (DC)     | Presidente                                                 | Malfatti          | 2 luglio 1970     | 21 marzo 1972     |
| 8  |                                                                            |                             | Altiero Spinelli (1904-1986)         | COM (SI)     | Affari industriali e commercio                             | Malfatti          | 2 luglio 1970     | 21 marzo 1972     |
| 8  | Affari industriali, tecnologici e scientifici Istruzione e unione doganale | Mansholt                    | Altiero Spinelli (1904-1986)         | COM (SI)     | 21 marzo 1972                                              | 5 gennaio 1973    |                   |                   |
| 8  | Politica industriale e tecnologica                                         | Ortoli                      | Altiero Spinelli (1904-1986)         | COM (SI)     | 5 gennaio 1973                                             | 13 luglio 1976    |                   |                   |
| 9  |                                                                            |                             | Carlo Scarascia-Mugnozza (1920-2004) | PPE (DC)     | Agricoltura                                                | Mansholt          | 21 marzo 1972     | 5 gennaio 1973    |
| 9  | Vicepresidente Affari parlamentari, ambiente e trasporti                   | Ortoli                      | Carlo Scarascia-Mugnozza (1920-2004) | PPE (DC)     | 5 gennaio 1973                                             | 5 gennaio 1977    |                   |                   |
| 10 |                                                                            |                             | Cesidio Guazzaroni (1911-2004)       | Indipendente | Politica industriale e tecnologica e fiscalità             | Ortoli            | 13 luglio 1976    | 5 gennaio 1977    |
| 11 |                                                                            |                             | Antonio Giolitti (1915-2010)         | PSE (PSI)    | Politica regionale                                         | Jenkins           | 5 gennaio 1977    | 6 gennaio 1981    |
| 11 | Thorn                                                                      | 6 gennaio 1981              | Antonio Giolitti (1915-2010)         | PSE (PSI)    | Politica regionale                                         | 5 gennaio 1985    |                   |                   |
| 12 |                                                                            |                             | Lorenzo Natali (1922-1989)           | PPE (DC)     | Vicepresidente Allargamento, ambiente e sicurezza nucleare | Jenkins           | 5 gennaio 1977    | 6 gennaio 1981    |
| 12 | Vicepresidente Politiche mediterranee, allargamento e informazione         | Thorn                       | Lorenzo Natali (1922-1989)           | PPE (DC)     | 6 gennaio 1981                                             | 5 gennaio 1985    |                   |                   |
| 12 | Vicepresidente Allargamento, cooperazione e sviluppo                       | Delors I                    | Lorenzo Natali (1922-1989)           | PPE (DC)     | 5 gennaio 1985                                             | 6 gennaio 1989    |                   |                   |
| 13 |                                                                            |                             | Carlo Ripa di Meana (1929-2018)      | PSE (PSI)    | Riforme istituzionali, cultura e turismo                   | Delors I          | 5 gennaio 1985    | 6 gennaio 1989    |
| 13 | Personale, amministrazione e traduzione                                    | Delors II                   | Carlo Ripa di Meana (1929-2018)      | PSE (PSI)    | 6 gennaio 1989                                             | 31 dicembre 1992  |                   |                   |
| 14 |                                                                            |                             | Filippo Maria Pandolfi (1927-2025)   | PPE (DC)     | Scienza, ricerca e sviluppo                                | Delors II         | 6 gennaio 1989    | 31 dicembre 1992  |
| 15 |                                                                            |                             | Raniero Vanni d'Archirafi (1931)     | Indipendente | Riforme istituzionali                                      | Delors III        | 1º gennaio 1993   | 22 gennaio 1995   |
| 16 |                                                                            |                             | Antonio Ruberti (1927-2000)          | PSE (PSI)    | Vicepresidente Scienza, ricerca ed educazione              | Delors III        | 1º gennaio 1993   | 22 gennaio 1995   |
| 17 |                                                                            |                             | Emma Bonino (1948)                   | ELDR (PR)    | Politica dei consumatori e salute                          | Santer            | 23 gennaio 1995   | 15 marzo 1999     |
| 17 | Marín                                                                      | 16 marzo 1999               | Emma Bonino (1948)                   | ELDR (PR)    | Politica dei consumatori e salute                          | 15 settembre 1999 |                   |                   |
| 18 |                                                                            |                             | Mario Monti (1943)                   | Indipendente | Mercato interno                                            | Santer            | 23 gennaio 1995   | 15 marzo 1999     |
| 18 | Marín                                                                      | 16 marzo 1999               | Mario Monti (1943)                   | Indipendente | Mercato interno                                            | 15 settembre 1999 |                   |                   |
| 18 | Concorrenza                                                                | Prodi                       | Mario Monti (1943)                   | Indipendente | 16 settembre 1999                                          | 21 novembre 2004  |                   |                   |
| 19 |                                                                            |                             | Romano Prodi (1939)                  | ALDE (Dem)   | Presidente                                                 | Prodi             | 16 settembre 1999 | 21 novembre 2004  |

### Commissario unico (dal 2004)
| Nº | Commissario (Nascita-Morte)              | Commissario (Nascita-Morte) | Commissario (Nascita-Morte) | Partito                        | Delega                                               | Commissione               | Mandato          | Mandato          |
| Nº | Commissario (Nascita-Morte)              | Commissario (Nascita-Morte) | Commissario (Nascita-Morte) | Partito                        | Delega                                               | Commissione               | Inizio           | Fine             |
| -- | ---------------------------------------- | --------------------------- | --------------------------- | ------------------------------ | ---------------------------------------------------- | ------------------------- | ---------------- | ---------------- |
| 20 |                                          |                             | Franco Frattini (1957-2022) | PPE (FI)                       | Vicepresidente Giustizia, libertà e sicurezza        | Barroso I                 | 21 novembre 2004 | 8 maggio 2008    |
| 21 |                                          |                             | Antonio Tajani (1953)       | PPE (PdL/FI)                   | Vicepresidente Trasporti                             | Barroso I                 | 8 maggio 2008    | 31 ottobre 2009  |
| 21 | Vicepresidente Industria e imprenditoria | Barroso II                  | Antonio Tajani (1953)       | PPE (PdL/FI)                   | 31 ottobre 2009                                      | 17 luglio 2014            |                  |                  |
| 22 |                                          | Barroso II                  |                             | Ferdinando Nelli Feroci (1946) | Indipendente                                         | Industria e imprenditoria | 17 luglio 2014   | 1º novembre 2014 |
| 23 |                                          |                             | Federica Mogherini (1973)   | PSE (PD)                       | Vicepresidente Affari esteri e politica di sicurezza | Juncker                   | 1º novembre 2014 | 30 novembre 2019 |
| 24 |                                          |                             | Paolo Gentiloni (1954)      | PSE (PD)                       | Economia                                             | Von der Leyen I           | 1º dicembre 2019 | 30 novembre 2024 |
| 25 |                                          |                             | Raffaele Fitto (1969)       | ECR (FdI)                      | Vicepresidente Coesione e riforme                    | Von der Leyen II          | 1º dicembre 2024 | in carica        |